# Hugo Sánchez Guerrero
Hugo Sánchez Guerrero (né le 8 mai 1981 à Monterrey au Mexique) est un joueur de football international mexicain, qui évolue au poste de défenseur.

## Biographie

### Carrière en sélection
Avec l'équipe du Mexique, il joue 12 matchs (pour aucun but inscrit) entre 2003 et 2005. 
Il figure dans le groupe des sélectionnés lors de la Coupe des confédérations de 2005 (sans jouer de matchs lors de cette compétition). Il participe également aux JO de 2004. Lors du tournoi olympique organisé en Grèce, il joue deux matchs.
Il joue enfin 6 matchs comptant pour les tours préliminaires de la coupe du monde 2006.